# Jan Donders
Jan Donders (Engels: John Dawlish) is een figuur uit de Harry Potter-serie van de Engelse schrijfster J.K. Rowling. In de films wordt hij gespeeld door Richard Leaf. Hij wordt omschreven als een zelfverzekerde, "taai kijkende", grijs wordende tovenaar. Donders verliet Zweinstein met bijzonder goede resultaten: hij scoorde uitsluitend "Uitmuntend" bij zijn P.U.I.S.T.-examens.
Donders' voornaam wordt niet in de boeken of de films gegeven. Rowling zei in een interview met de podcast "PotterCast" dat zijn voornaam John was (in het Engels). 
John wordt gewoonlijk vertaald naar Jan, maar dit is niet bevestigd door de Nederlandse vertaler Wiebe Buddingh' en is dus niet officieel.
Donders hielp Dorothea Omber met het ontslaan van Hagrid in Harry's vijfde schooljaar. Ook was hij aanwezig in het kantoor van Albus Perkamentus toen Omber Harry Potter op het matje riep nadat zij erachter was gekomen dat er een verboden organisatie bestond, namelijk de Strijders van Perkamentus. Perkamentus nam de schuld op zich en dreigde te worden gevangengenomen. Perkamentus ontsnapte echter, en Donders werd toen door Perkamentus betoverd zodat die de ontsnapping zou vergeten, en er dus niet over kon getuigen tegenover het ministerie.
Donders verschijnt weer in deel zes toen hij samen met diverse anders Schouwers Zweinstein bewaakte.
In deel zeven heeft Jeegers het erover dat hij informatie heeft doorgekregen van Donders. Het is niet zeker of Donders toen onder de Imperiusvloek verkeerde of dat hij het vrijwillig deed. 